# Linda L. Fagan

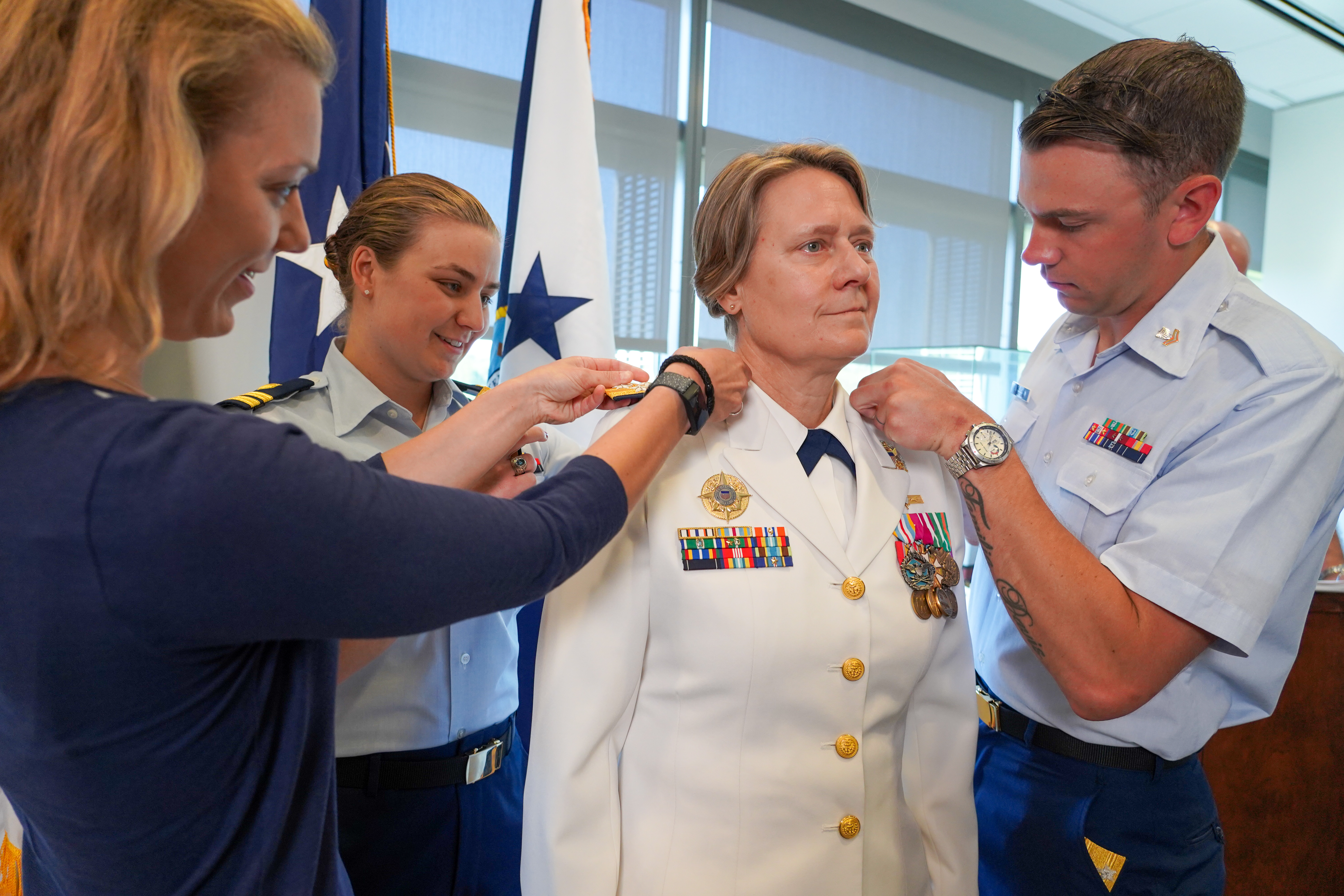
Beförderung Linda L. Fagans zum Admiral

Linda Lee Fagan (* 1. Juli 1963 in Columbus (Ohio)), geborene Linda Lee Keene, ist Admiral der United States Coast Guard und die erste Frau, die dort diesen Dienstgrad erreicht hat. Sie war von Juni 2022 bis Januar 2025 Commandant der U.S. Coast Guard.

## Leben
Fagan schloss 1985 ihr Studium der Meereswissenschaften an der United States Coast Guard Academy mit einem B.S. ab. Später erwarb sie einen Master of Marine Affairs an der University of Washington (2000) und einen Master of Science in nationaler Sicherheitsstrategie am Industrial College of the Armed Forces an der National Defense University (2008).
Sie war seit 2018 Commander der Coast Guard Pacific Area. Zugleich war sie Commander, Defense Force West, eine Funktion, in der sie die Unterstützung der Coast Guard für die dem Verteidigungsministerium unterstehenden Streitkräfte im Westen der USA leitete. Im April 2021 gab das Weiße Haus bekannt, dass sie für den Dienstposten des Vice Commandant of the U.S. Coast Guard nominiert wurde und damit zum ersten weiblichen Viersterne-Admiral der Coast Guard aufsteigt.
Im April 2022 wurde sie als Nachfolger von Karl Schultz, dem Kommandanten der Coast Guard, von Präsident Joe Biden nominiert. Nach der Bestätigung durch den US-Senat übernahm sie am 1. Juni 2022 das Kommando. Sie war die erste Frau, die einer Teilstreitkraft des amerikanischen Militärs vorstand.
Am 21. Januar 2025 wurde Fagan im Zusammenhang mit der Amtseinführung von Donald Trump aus dem Amt entlassen. Damit ist sie auch die erste Frau, die aus dieser Position entlassen wurde. 
Fagan wurden seitens des neuen US-Präsidenten Führungsmängel, operative Fehler und die Unfähigkeit, die strategischen Ziele der Küstenwache voranzutreiben, vorgeworfen, zudem Versagen bei der Grenzsicherheit, unzureichende Führungsqualitäten bei der Rekrutierung und Bindung von Mitarbeitern, Missmanagement bei der Beschaffung von Gütern wie Eisbrechern und Hubschraubern sowie eine übermäßige Fokussierung auf Vielfalt, Gleichberechtigung und Integration (DEI). Dazu kam die falsche Handhabung und Vertuschung der Operation „Fouled Anchor“, der internen Untersuchung der Küstenwache zu Fällen sexueller Übergriffe an der Coast Guard Academy. Der demokratische Kongressabgeordnete Joe Courtney bezeichnete die Entlassung Fagans hingegen als Machtmissbrauch (abuse of power).
Interimistischer Nachfolger ist Kevin Lunday.

## Auszeichnungen
- Coast Guard Distinguished Service Medal
- Defense Superior Service Medal
- Legion of Merit (3 x)
- Meritorious Service Medal